# Amphinemura tricantha
Amphinemura tricantha är en bäcksländeart som först beskrevs av Jewett 1958.  Amphinemura tricantha ingår i släktet Amphinemura och familjen kryssbäcksländor. Inga underarter finns listade i Catalogue of Life.